# Sderot
Sderot er en by i det sydlige Israel, med et indbyggertal (pr. 2007) på cirka 19.300. Byen ligger i landets Syddistrikt, tæt ved grænsen til den palæstinensisk kontrollerede Gazastribe.
Netop beliggenheden tæt ved Gaza har gjort byen til et hyppigt mål for raketangreb fra den militante bevægelse Hamas. 
Disse raketangreb blev blandt andet udløseren til de israelske luftangreb på Gaza i december 2008
I marts 2008 sagde borgmesteren, at befolkningen var faldet med 10% -15%, fordi familier forlod byen i desperation (hjælpeorganisationer siger, at tallet er tættere på 25%). Mange familier har fortsat ikke råd til at flytte ud, eller ikke er i stand til at sælge deres hjem. 
Sderot, der ligger mindre end en kilometer fra Gaza, har mellem 2001 og 2008 været mål for angreb, der har dræbt 13 israelere og forårsaget snesevis af sårede, samt anrettede skader for millioner af dollars, og forstyrret det daglige liv voldsomt. Ifølge MSNBC er; "næsten alle beboere traumatiserede af den hyppige lyd af luft-alarm sirener og eksplosioner fra indkommende projektiler". Alle lokale skoler er blevet befæstet. Fra midten af juni 2007 til medio februar 2008 blev 771 raketter og 857 mortergranater affyret mod Sderot og det vestlige Negev, et gennemsnit på tre eller fire hver dag. 